# Fujiwara no Kiyokawa
Fujiwara no Kiyokawa est un nom japonais traditionnel ; le nom de famille (ou le nom d'école), Fujiwara, précède donc le prénom (ou le nom d'artiste).
Fujiwara no Kiyokawa (藤原 清河, ?–778), aussi connu sous son nom de style chinois Heqing (河清), est un noble japonais de l'époque de Nara. Il est le quatrième fils du sangi Fujiwara no Fusasaki, fondateur du clan Fujiwara Hokke. Il atteint le rang de cour de 従三位 (ju san-mi) et la position de sangi et se voit accorder le rang de 従一位 (ju ichi-i) à titre posthume.
En tant que membre d'une mission japonaise en Chine, il sert à la cour des Tang avec Abe no Nakamaro mais, en raison de tempêtes et de la révolte d'An Lushan, n'est pas en mesure de rentrer au Japon et meurt en Chine.

## Biographie
En 740, Kiyokawa est promu de 正六位上 (shō roku-i no jō) à 従五位下 (ju go-i no ge). Il s'élève régulièrement à la cour de l'empereur Shōmu et il est promu 従四位下 (ju shi-i no ge) en 746. Après l'ascension de l'impératrice Kōken sur le trône du chrysanthème en 749, il est nommé sangi, devançant son frère ainé Fujiwara no Nagate dans les rangs des kugyō.
En 750, Kiyokawa est nommé émissaire en Chine des Tang en compagnie d'Ōtomo no Komaro et Kibi no Makibi comme vice-émissaires. Avant son départ, l'empereur lui donne une épée symbolique (節刀, settō) comme signe de son commandement et il lui est octroyé le rang de 正四位下 (shō shi-i no ge). En arrivant dans la Chine des Tang, l'émissaire entre dans Chang'an où il est reçu en audience par l'empereur Xuanzong qui le félicite comme seigneur de qualité.
Lors de la cérémonie de vœux du Nouvel An de 753 où les différents domaines offrent leurs vœux à l'Empereur Tang, la délégation japonaise est assise en deuxième position sur le côté ouest, derrière celle de l'empire du Tibet. Pendant ce temps, la délégation de Silla est assise à la première place sur le côté est. Komaro proteste et l'envoyé japonais change de siège avec Silla afin de sauver la face.
Presque un an plus tard, le groupe de Kiyokawa se prépare à retourner au Japon, accompagné d'Abe no Nakamaro qui a vécu en Chine pendant 35 ans et où il était également haut fonctionnaire. Le moine Jianzhen veut les accompagner mais le gouvernement Tang interdit son départ de Chine aussi Kiyokawa le refuse-t-il sur son navire. Cependant, le vice-émissaire Komaro le fait monter subrepticement à bord. Leurs navires partent de Yangzhou mais le bateau transportant Kiyokawa et Nakamaro rencontre un fort vent de face et s'échoue plus au sud dans ce qui est maintenant le nord du Vietnam. Les indigènes attaquent le navire tuant une grande partie de son équipage et Kiyokawa et Nakamaro sauvent de justesse leur vie. Le second navire, transportant Jianzhen, atteint le Japon sans incident. En 755, Kiyokawa et Nakamaro retournent à Chang'an. Kiyokawa y prend le nom de style Tang « Heqing » (河清) et devient chef du ministère du secrétaire (秘書監).
En 759, une délégation emmenée par Kō Gendo (ja) pénètre en Chine par Balhae pour ramener Kiyokawa au Japon. Cependant, parce que la Chine est en état de bouleversement en raison de la révolte d'An Lushan, la cour Tang interdit son retour en raison de la dangerosité des routes. En 763, bien que Kiyokawa soit encore en Chine, la cour du Japon le nomme gouverneur de la province de Hitachi et en 764 il est élevé au rang de 従三位 (ju san-mi).
Toujours incapable de retourner au Japon, Kiyokawa passe une dizaine d'années en Chine avant qu'un autre envoyé japonais arrive en 777 mais Kiyokawa meurt en 778, toujours en Chine. La cour des Tang lui accorde le rang posthume de grand gouverneur général de Luzhou (路州大都督). Ayant épousé une Chinoise, il a une fille nommée Kijō (喜娘) qui accompagne cet envoyé sur le chemin du retour au Japon.

## Source de la traduction
- (en) Cet article est partiellement ou en totalité issu de l’article de Wikipédia en anglais intitulé « Fujiwara no Kiyokawa » (voir la liste des auteurs).